# 南部元時
南部 元時（なんぶ もととき）は、室町時代中期の武士。甲斐南部氏7代当主。

## 略歴
山梨県南部町の諏訪明神社に所蔵する南部氏系図によれば、元時は南部為重の曾孫に当たり、元時と同じく南部為重の後裔の南部重清とは又従兄弟となる。
南部町のホームページによれば、元時は「南部三郎光行公が、甲斐源氏の祖新羅三郎義光公の霊廟として建久年中に建立し、一門の守護神とした」と伝わる新羅神社の神詞を南部茂時に次いで奏している。また元時は新羅三郎義光が同町内へ勧請したと伝えられる諏訪明神社についても正中年間に再興した茂時に続き、嘉吉3年（1443年）7月28日に元時が再び造営している。

## 参考サイト
- 山梨フットパス　南部町　南部氏ゆかりの地